# Hyphessobrycon rutiliflavidus
Hyphessobrycon rutiliflavidus é uma espécie de peixe da família dos caracídeos e da ordem dos caraciformes. Os machos podem alcançar 5,8 cm de comprimento. A espécie possui 32-33 vértebras.
Come plantas vasculares, algas e artrópodes (himenopteras, formigas e do gênero Aranae). Vivem em áreas de clima tropical, na América do Sul, mais especificamente, no rio Paraguai, no Brasil.